# هيروشي أندو
هيروشي أندو (باليابانية: 安藤尋) هو كاتب ومخرج ياباني. ولد في 13 يونيو 1965 في العاصمة اليابانية طوكيو.

## روابط خارجية
- هيروشي أندو على موقع IMDb (الإنجليزية)
- هيروشي أندو على موقع أول موفي (الإنجليزية)
- هيروشي أندو على موقع قاعدة بيانات الفيلم (الإنجليزية)
- هيروشي أندو على موقع كينوبويسك (الروسية)